# Kleinstaaterei
Kleinstaaterei szóval írják le a német területek politikai-gazdasági töredezettségét a Német-római Birodalom fennállása alatt. A szó, melynek magyar fordítása kisállamiság arra az állapotra utal, melynek során a birodalom kis államalakulatokból és városállamokból állt. Ezen államalakulatok legtöbbje alig volt nagyobb egy városnál.

## Történelmi háttér
Míg Európa más területein, így Franciaországban, vagy Lengyelországban a nemzetállamok a politikai központosítás és az igazgatás centralizációjának elvei mentén fejlődtek, a Német-római Birodalom területén nem lehetett az előbbiekhez hasonlítható államalakulatot találni. A birodalom területén belül két nagyobb államalakulat fejlődött ki, mely szervezet szempontjából a legtöbb hasonlóságot mutatta a többi európai állammal. Ezek a többnemzetiségű Habsburg Birodalom és Poroszország voltak, melyek területe ráadásul túlnyúlt a Német-római Birodalom határain.
Ettől a két nagy államalakulattól eltekintve a birodalom kicsiny, német nyelvű hercegségekből állt. A töredezettséget tovább erősítették a dinasztikus törések és felosztások, melyek olyan nevekben is tükröződnek, mint Szász-Coburg. A modern kor beálltával ezek az államok modernizálták haderejüket, gazdaságukat, és jogi rendszereiket. Ezek a területek birodalmi szinten alig léteztek, a császár hatalma pedig inkább névleges volt.
A reformáció után a birodalmat vallási határok mentén osztották fel. A vallási ellentétek végül a harmincéves háborúban csúcsosodtak ki.
Az 1648-as vesztfáliai béke rögzítette a német területek széttagoltságát, sőt, tovább növelte annak mértékét.
1806-ban Napóleon a birodalom feloszlatására kényszerítette II. Ferenc német-római császárt (aki I. Ferenc néven Ausztria császári címét vette fel). Ezzel a Kleinstaaterei állapota megváltozott, de az nem szűnt meg. Végbement egy nagyfokú szekularizáció, mely csökkentette a töredezettség mértékét. Napóleon ezenkívül számos enklávét és exklávét egyesített, ezzel néhány tucatra csökkentette a korábbi több száz miniállam számosságát. Az új államokat Napóleon a Rajnai Szövetségben tömörítette.
Ez a szövetség azonban nem állta ki az idők próbáját és a Napóleon feletti koalíciós győzelem után a területek a győztesek uralma alá, azaz a Habsburg Birodalom és a Hohenzollern-ház által vezetett Poroszország befolyása alá kerültek. Ezek az államok nem képezték részét a Rajnai Szövetségnek. A bécsi kongresszus során (1814-1815) a győztesek megállapodtak, hogy a napóleoni változtatások egy részét megtartják (Bajor Királyság, Szász Királyság, Württembergi Királyság stb.) Ausztria és Poroszország további, korábban független területet csatolt magához. Ezzel a német területeken lévő államok számát 40 körülire csökkentették.
A nacionalizmus erősödésével Európa-szerte megjelent az igény egységes nemzetállamok megteremtésére. A német nacionalista eszmékben megjelent az igény az egységes nemzetállam megalapítására. Ebben az időszakban a Kleinstaaterei kifejezés meglehetősen negatív felhangot kapott. Az egységes Németország megalapításának elve meghatározta az 1848-as forradalmakat, ezeknek az áramlatoknak a porosz és osztrák vezető rétegek, akárcsak a kisebb államok vezetői egyelőre még ellenálltak.
Otto von Bismarcknak sikerült először valóban egységes német nemzetállamot teremtenie 1871-ben. Az egységesítést csupán két miniállam kerülte el, amelyek ma is megtalálhatók Európa térképén, Luxemburg és Liechtenstein. A megalakult német állam (ld. Német Birodalom) a német nemzeten kívül jelentős lengyel lakossággal rendelkezett (ld. Lengyelország három felosztása). A megalakult német egységállam új európai nagyhatalomként jelent meg Európa térképén, azonban túl későn ahhoz, hogy a gyarmatosító nagyhatalommá fejlődjön.
A német Kleinstaaterei megnehezítette, hogy Németország elérje gazdasági teljesítőképességének valódi potenciáljait. A kis államok különböző pénznemeket, mértékegységeket, tarifákat stb. használtak, és jelentős belső vámrendszerek alakultak ki, mely csak 1815-ben szűnt meg (lásd: Német Vámunió (Zollverein). Az 1871-es bismarcki egyesítés után mutatkoztak meg a Német Birodalom  valódi képességei, és az ország megindult a gazdasági felvirágzás útján.
A Kleinstaaterei azonban hozzájárult Németország ma is tapasztalható kulturális - regionális sokszínűségéhez.

## Fordítás
- Ez a szócikk részben vagy egészben  a   Kleinstaaterei című angol Wikipédia-szócikk ezen változatának fordításán alapul.  Az eredeti cikk szerkesztőit annak laptörténete sorolja fel. Ez a jelzés csupán a megfogalmazás eredetét és a szerzői jogokat jelzi, nem szolgál a cikkben szereplő információk forrásmegjelöléseként.